# Fire Burning
Fire Burning è il primo singolo estratto dal secondo album di Sean Kingston, Tomorrow, prodotto da RedOne, Akon, T-Pain, Lucas Second e J.R. Rotem.
È stata utilizzata in una scena del film Il cacciatore di ex.

## Tracce
Download digitale
1. "Fire Burning" (Album version) (Kisean Anderson, Bilal Hajji, RedOne) – 4:03

CD (Germania)
1. "Fire Burning" – 4:00
2. "War" – 2:59

## Classifiche
| Classifica (2009)   | Posizione massima |
| ------------------- | ----------------- |
| Australia           | 48                |
| Austria             | 7                 |
| Belgio (Fiandre)    | 29                |
| Canada              | 2                 |
| Europa              | 28                |
| Finlandia           | 13                |
| Germania            | 62                |
| Giappone            | 9                 |
| Irlanda             | 12                |
| Nuova Zelanda       | 36                |
| Regno Unito         | 12                |
| Regno Unito (R&B)   | 6                 |
| Romania             | 46                |
| Stati Uniti         | 5                 |
| Stati Uniti (dance) | 8                 |
| Stati Uniti (latin) | 43                |
| Stati Uniti (pop)   | 7                 |
| Svezia              | 29                |
| Svizzera            | 50                |
| Turchia             | 2                 |